# Bussolengo Softball
Il Bussolengo Softball è una squadra di softball con sede a Bussolengo, in provincia di Verona.

## Storia
Fondata il 1º gennaio 1977, la società vinse il primo titolo nazionale nel 1993 e trionfò nuovamente nelle due stagioni successive, abbinando nel 1995 anche la Coppa Italia. Per vent'anni non vinse alcuna competizione, tranne la sua seconda Coppa Italia nel 2002, finché nel 2015 si aggiudicò il quarto scudetto e la prima Coppa dei Campioni, vinta a Praga. Nei quattro anni seguenti il Bussolengo è riuscito ad aggiungere alla bacheca altri tre campionati italiani e due nuove Coppe dei Campioni, perdendo però la finale continentale del 2019 contro il Bollate.

## Palmarès

### Competizioni nazionali
- Campionati italiani: 7

1993, 1994, 1995, 2015, 2016, 2018, 2019
- Coppe Italia: 4

1995, 2002

### Competizioni internazionali
- Coppe dei Campioni: 3

2015, 2017, 2018